# Kvalifikace na Mistrovství světa ve fotbale 1990 (UEFA)
Kvalifikace na Mistrovství světa ve fotbale 1990 zóny UEFA určila 13 účastníků finálového turnaje.
Všech 32 týmů bylo rozlosováno do sedmi skupin po čtyřech, resp. pěti týmech. První dva týmy z pětičlenných skupin postoupily přímo na MS. Ze čtyřčlenných skupin měli postup jistý pouze vítězové. Celky ze druhých míst čtyřčlenných skupin byly seřazeny do žebříčku a první dva také přímo postoupily. Jeden z týmů na druhých místech tím pádem nepostoupil.

## Skupina 1
| Poř. | Tým       | Z | V | R | P | VG | IG | +/- | B |
| ---- | --------- | - | - | - | - | -- | -- | --- | - |
| 1    | Rumunsko  | 6 | 4 | 1 | 1 | 10 | 5  | 5   | 9 |
| 2    | Dánsko    | 6 | 3 | 2 | 1 | 15 | 6  | 9   | 8 |
| 3    | Řecko     | 6 | 1 | 2 | 3 | 3  | 15 | -12 | 4 |
| 4    | Bulharsko | 6 | 1 | 1 | 4 | 6  | 8  | -2  | 3 |

| Datum                        | Domácí    | Výsledek | Hosté     |
| ---------------------------- | --------- | -------- | --------- |
| 19. října 1988, Athény       | Řecko     | 1 – 1    | Dánsko    |
| 19. října 1988, Sofia        | Bulharsko | 1 – 3    | Rumunsko  |
| 2. listopadu 1988, Bukurešť  | Rumunsko  | 3 – 0    | Řecko     |
| 2. listopadu 1988, Kodaň     | Dánsko    | 1 – 1    | Bulharsko |
| 26. dubna 1989, Athény       | Řecko     | 0 – 0    | Rumunsko  |
| 26. dubna 1989, Sofia        | Bulharsko | 0 – 2    | Dánsko    |
| 17. května 1989, Bukurešť    | Rumunsko  | 1 – 0    | Bulharsko |
| 17. května 1989, Kodaň       | Dánsko    | 7 – 1    | Řecko     |
| 11. října 1989, Sofia        | Bulharsko | 4 – 0    | Řecko     |
| 11. října 1989, Kodaň        | Dánsko    | 3 – 0    | Rumunsko  |
| 15. listopadu 1989, Bukurešť | Rumunsko  | 3 – 1    | Dánsko    |
| 15. listopadu 1989, Athény   | Řecko     | 1 – 0    | Bulharsko |

Rumunsko postoupilo na Mistrovství světa ve fotbale 1990.

## Skupina 2
| Poř. | Tým     | Z | V | R | P | VG | IG | +/- | B  |
| ---- | ------- | - | - | - | - | -- | -- | --- | -- |
| 1    | Švédsko | 6 | 4 | 2 | 0 | 9  | 3  | 6   | 10 |
| 2    | Anglie  | 6 | 3 | 3 | 0 | 10 | 0  | 10  | 9  |
| 3    | Polsko  | 6 | 2 | 1 | 3 | 4  | 8  | -4  | 5  |
| 4    | Albánie | 6 | 0 | 0 | 6 | 3  | 15 | -12 | 0  |

| Datum                      | Domácí  | Výsledek | Hosté   |
| -------------------------- | ------- | -------- | ------- |
| 19. října 1988, Londýn     | Anglie  | 0 – 0    | Švédsko |
| 19. října 1988, Chořov     | Polsko  | 1 – 0    | Albánie |
| 5. listopadu 1988, Tirana  | Albánie | 1 – 2    | Švédsko |
| 8. března 1989, Tirana     | Albánie | 0 – 2    | Anglie  |
| 26. dubna 1989, Londýn     | Anglie  | 5 – 0    | Albánie |
| 7. května 1989, Stockholm  | Švédsko | 2 – 1    | Polsko  |
| 3. června 1989, Londýn     | Anglie  | 3 – 0    | Polsko  |
| 6. září 1989, Stockholm    | Švédsko | 0 – 0    | Anglie  |
| 8. října 1989, Stockholm   | Švédsko | 3 – 1    | Albánie |
| 11. října 1989, Chořov     | Polsko  | 0 – 0    | Anglie  |
| 25. října 1989, Chořov     | Polsko  | 0 – 2    | Švédsko |
| 15. listopadu 1989, Tirana | Albánie | 1 – 2    | Polsko  |

Švédsko postoupily na Mistrovství světa ve fotbale 1990. Anglie také postoupila vzhledem k umístění na druhém místě v žebříčku týmů na druhých místech skupin 1, 2 a 4.

## Skupina 3
| Poř. | Tým           | Z | V | R | P | VG | IG | +/- | B  |
| ---- | ------------- | - | - | - | - | -- | -- | --- | -- |
| 1    | Sovětský svaz | 8 | 4 | 3 | 1 | 11 | 4  | 7   | 11 |
| 2    | Rakousko      | 8 | 3 | 3 | 2 | 9  | 9  | 0   | 9  |
| 3    | Turecko       | 8 | 3 | 1 | 4 | 12 | 10 | 2   | 7  |
| 4    | NDR           | 8 | 3 | 1 | 4 | 9  | 13 | -4  | 7  |
| 5    | Island        | 8 | 1 | 4 | 3 | 6  | 11 | -5  | 6  |

| Datum                           | Domácí        | Výsledek | Hosté         |
| ------------------------------- | ------------- | -------- | ------------- |
| 31. srpna 1988, Reykjavík       | Island        | 1 – 1    | Sovětský svaz |
| 12. října 1988, Istanbul        | Turecko       | 1 – 1    | Island        |
| 19. října 1988, Kyjev           | Sovětský svaz | 2 – 0    | Rakousko      |
| 19. října 1988, Východní Berlín | NDR           | 2 – 0    | Island        |
| 2. listopadu 1988, Vídeň        | Rakousko      | 3 – 2    | Turecko       |
| 30. listopadu 1988, Istanbul    | Turecko       | 3 – 1    | NDR           |
| 12. dubna 1989, Magdeburg       | NDR           | 0 – 2    | Turecko       |
| 26. dubna 1989, Kyjev           | Sovětský svaz | 3 – 0    | NDR           |
| 10. května 1989, Istanbul       | Turecko       | 0 – 1    | Sovětský svaz |
| 20. května 1989, Lipsko         | NDR           | 1 – 1    | Rakousko      |
| 31. května 1989, Moskva         | Sovětský svaz | 1 – 1    | Island        |
| 14. června 1989, Reykjavík      | Island        | 0 – 0    | Rakousko      |
| 23. srpna 1989, Salcburk        | Rakousko      | 2 – 1    | Island        |
| 6. září 1989, Vídeň             | Rakousko      | 0 – 0    | Sovětský svaz |
| 6. září 1989, Reykjavík         | Island        | 0 – 3    | NDR           |
| 20. září 1989, Reykjavík        | Island        | 2 – 1    | Turecko       |
| 8. října 1989, Saská Kamenice   | NDR           | 2 – 1    | Sovětský svaz |
| 25. října 1989, Istanbul        | Turecko       | 3 – 0    | Rakousko      |
| 15. listopadu 1989, Simferopol  | Sovětský svaz | 2 – 0    | Turecko       |
| 15. listopadu 1989, Vídeň       | Rakousko      | 3 – 0    | NDR           |

Týmy SSSR a Rakousko postoupily na Mistrovství světa ve fotbale 1990.

## Skupina 4
| Poř. | Tým        | Z | V | R | P | VG | IG | +/- | B  |
| ---- | ---------- | - | - | - | - | -- | -- | --- | -- |
| 1    | Nizozemsko | 6 | 4 | 2 | 0 | 8  | 2  | 6   | 10 |
| 2    | SRN        | 6 | 3 | 3 | 0 | 13 | 3  | 10  | 9  |
| 3    | Finsko     | 6 | 1 | 1 | 4 | 4  | 16 | -12 | 3  |
| 4    | Wales      | 6 | 0 | 2 | 4 | 4  | 8  | -4  | 2  |

| Datum                               | Domácí     | Výsledek | Hosté      |
| ----------------------------------- | ---------- | -------- | ---------- |
| 31. srpna 1988, Helsinky            | Finsko     | 0 – 4    | SRN        |
| 14. září 1988, Amsterdam            | Nizozemsko | 1 – 0    | Wales      |
| 19. října 1988, Swansea             | Wales      | 2 – 2    | Finsko     |
| 19. října 1988, Mnichov             | SRN        | 0 – 0    | Nizozemsko |
| 26. dubna 1989, Rotterdam           | Nizozemsko | 1 – 1    | SRN        |
| 31. května 1989, Cardiff            | Wales      | 0 – 0    | SRN        |
| 31. května 1989, Helsinky           | Finsko     | 0 – 1    | Nizozemsko |
| 6. září 1989, Helsinky              | Finsko     | 1 – 0    | Wales      |
| 4. října 1989, Dortmund             | SRN        | 6 – 1    | Finsko     |
| 11. října 1989, Wrexham             | Wales      | 1 – 2    | Nizozemsko |
| 15. listopadu 1989, Rotterdam       | Nizozemsko | 3 – 0    | Finsko     |
| 15. listopadu 1989, Kolín nad Rýnem | SRN        | 2 – 1    | Wales      |

Nizozemsko postoupilo na Mistrovství světa ve fotbale 1990. Západní Německo také postoupilo vzhledem k nejlepšímu umístění v žebříčku týmů na druhých místech skupin 1, 2 a 4.

## Skupina 5
| Poř. | Tým        | Z | V | R | P | VG | IG | +/- | B  |
| ---- | ---------- | - | - | - | - | -- | -- | --- | -- |
| 1    | Jugoslávie | 8 | 6 | 2 | 0 | 16 | 6  | 10  | 14 |
| 2    | Skotsko    | 8 | 4 | 2 | 2 | 12 | 12 | 0   | 10 |
| 3    | Francie    | 8 | 3 | 3 | 2 | 10 | 7  | 3   | 9  |
| 4    | Norsko     | 8 | 2 | 2 | 4 | 10 | 9  | 1   | 6  |
| 5    | Kypr       | 8 | 0 | 1 | 7 | 6  | 20 | -14 | 1  |

| Datum                        | Domácí     | Výsledek | Hosté      |
| ---------------------------- | ---------- | -------- | ---------- |
| 14. září 1988, Oslo          | Norsko     | 1 – 2    | Skotsko    |
| 28. září 1988, Paříž         | Francie    | 1 – 0    | Norsko     |
| 19. října 1988, Glasgow      | Skotsko    | 1 – 1    | Jugoslávie |
| 22. října 1988, Nikósie      | Kypr       | 1 – 1    | Francie    |
| 2. listopadu 1988, Lemesos   | Kypr       | 0 – 3    | Norsko     |
| 19. listopadu 1988, Bělehrad | Jugoslávie | 3 – 2    | Francie    |
| 11. prosince 1988, Rijeka    | Jugoslávie | 4 – 0    | Kypr       |
| 8. února 1989, Lemesos       | Kypr       | 2 – 3    | Skotsko    |
| 8. března 1989, Glasgow      | Skotsko    | 2 – 0    | Francie    |
| 26. dubna 1989, Glasgow      | Skotsko    | 2 – 1    | Kypr       |
| 29. dubna 1989, Paříž        | Francie    | 0 – 0    | Jugoslávie |
| 21. května 1989, Oslo        | Norsko     | 3 – 1    | Kypr       |
| 14. června 1989, Oslo        | Norsko     | 1 – 2    | Jugoslávie |
| 5. září 1989, Oslo           | Norsko     | 1 – 1    | Francie    |
| 6. září 1989, Záhřeb         | Jugoslávie | 3 – 1    | Skotsko    |
| 11. října 1989, Sarajevo     | Jugoslávie | 1 – 0    | Norsko     |
| 11. října 1989, Paříž        | Francie    | 3 – 0    | Skotsko    |
| 28. října 1989, Athény       | Kypr       | 1 – 2*   | Jugoslávie |
| 15. listopadu 1989, Glasgow  | Skotsko    | 1 – 1    | Norsko     |
| 15. listopadu 1989, Toulouse | Francie    | 2 – 0    | Kypr       |

(*)Zápas byl hrán na neutrální půdě kvůli řádění fanoušků v posledním domácím zápase Kypru.
Týmy Jugoslávie a Skotsko postoupily na Mistrovství světa ve fotbale 1990.

## Skupina 6
| Poř. | Tým           | Z | V | R | P | VG | IG | +/- | B  |
| ---- | ------------- | - | - | - | - | -- | -- | --- | -- |
| 1    | Španělsko     | 8 | 6 | 1 | 1 | 20 | 3  | 17  | 13 |
| 2    | Irsko         | 8 | 5 | 2 | 1 | 10 | 2  | 8   | 12 |
| 3    | Maďarsko      | 8 | 2 | 4 | 2 | 8  | 12 | -4  | 8  |
| 4    | Severní Irsko | 8 | 2 | 1 | 5 | 6  | 12 | -6  | 5  |
| 5    | Malta         | 8 | 0 | 2 | 6 | 3  | 18 | -15 | 2  |

| Datum                        | Domácí        | Výsledek | Hosté         |
| ---------------------------- | ------------- | -------- | ------------- |
| 21. května 1988, Belfast     | Severní Irsko | 3 – 0    | Malta         |
| 14. září 1988, Belfast       | Severní Irsko | 0 – 0    | Irsko         |
| 19. října 1988, Budapešť     | Maďarsko      | 1 – 0    | Severní Irsko |
| 16. listopadu 1988, Sevilla  | Španělsko     | 2 – 0    | Irsko         |
| 11. prosince 1988, Ta' Qali  | Malta         | 2 – 2    | Maďarsko      |
| 21. prosince 1988, Sevilla   | Španělsko     | 4 – 0    | Severní Irsko |
| 22. ledna 1989, Ta' Qali     | Malta         | 0 – 2    | Španělsko     |
| 8. února 1989, Belfast       | Severní Irsko | 0 – 2    | Španělsko     |
| 8. března 1989, Budapešť     | Maďarsko      | 0 – 0    | Irsko         |
| 23. března 1989, Sevilla     | Španělsko     | 4 – 0    | Malta         |
| 12. dubna 1989, Budapešť     | Maďarsko      | 1 – 1    | Malta         |
| 26. dubna 1989, Ta' Qali     | Malta         | 0 – 2    | Severní Irsko |
| 26. dubna 1989, Dublin       | Irsko         | 1 – 0    | Španělsko     |
| 28. května 1989, Dublin      | Irsko         | 2 – 0    | Malta         |
| 4. června 1989, Dublin       | Irsko         | 2 – 0    | Maďarsko      |
| 6. září 1989, Belfast        | Severní Irsko | 1 – 2    | Maďarsko      |
| 11. října 1989, Dublin       | Irsko         | 3 – 0    | Severní Irsko |
| 11. října 1989, Budapešť     | Maďarsko      | 2 – 2    | Španělsko     |
| 15. listopadu 1989, Sevilla  | Španělsko     | 4 – 0    | Maďarsko      |
| 15. listopadu 1989, Ta' Qali | Malta         | 0 – 2    | Irsko         |

Týmy Španělsko a Irsko postoupily na Mistrovství světa ve fotbale 1990.

## Skupina 7
| Poř. | Tým            | Z | V | R | P | VG | IG | +/- | B  |
| ---- | -------------- | - | - | - | - | -- | -- | --- | -- |
| 1    | Belgie         | 8 | 4 | 4 | 0 | 15 | 5  | 10  | 12 |
| 2    | Československo | 8 | 5 | 2 | 1 | 13 | 3  | 10  | 12 |
| 3    | Portugalsko    | 8 | 4 | 2 | 2 | 11 | 8  | 3   | 10 |
| 4    | Švýcarsko      | 8 | 2 | 1 | 5 | 10 | 14 | -4  | 5  |
| 5    | Lucembursko    | 8 | 0 | 1 | 7 | 3  | 22 | -19 | 1  |

| Datum                            | Domácí         | Výsledek | Hosté          |
| -------------------------------- | -------------- | -------- | -------------- |
| 21. září 1988, Lucemburk         | Lucembursko    | 1 – 4    | Švýcarsko      |
| 18. října 1988, Esch-sur-Alzette | Lucembursko    | 0 – 2    | Československo |
| 19. října 1988, Brusel           | Belgie         | 1 – 0    | Švýcarsko      |
| 16. listopadu 1988, Bratislava   | Československo | 0 – 0    | Belgie         |
| 16. listopadu 1988, Porto        | Portugalsko    | 1 – 0    | Lucembursko    |
| 15. února 1989, Lisabon          | Portugalsko    | 1 – 1    | Belgie         |
| 26. dubna 1989, Lisabon          | Portugalsko    | 3 – 1    | Švýcarsko      |
| 29. dubna 1989, Brusel           | Belgie         | 2 – 1    | Československo |
| 9. května 1989, Praha            | Československo | 4 – 0    | Lucembursko    |
| 1. června 1989, Lille            | Lucembursko    | 0 – 5*   | Belgie         |
| 7. června 1989, Bern             | Švýcarsko      | 0 – 1    | Československo |
| 6. září 1989, Brusel             | Belgie         | 3 – 0    | Portugalsko    |
| 20. září 1989, Neuchâtel         | Švýcarsko      | 1 – 2    | Portugalsko    |
| 6. října 1989, Praha             | Československo | 2 – 1    | Portugalsko    |
| 11. října 1989, Basilej          | Švýcarsko      | 2 – 2    | Belgie         |
| 11. října 1989, Saarbrücken      | Lucembursko    | 0 – 3*   | Portugalsko    |
| 25. října 1989, Praha            | Československo | 3 – 0    | Švýcarsko      |
| 25. října 1989, Brusel           | Belgie         | 1 – 1    | Lucembursko    |
| 15. listopadu 1989, St. Gallen   | Švýcarsko      | 2 – 1    | Lucembursko    |
| 15. listopadu 1989, Lisabon      | Portugalsko    | 0 – 0    | Československo |

(*)Hráno na neutrální půdě.
Týmy Belgie a Československo postoupily na Mistrovství světa ve fotbale 1990.